# La Michy

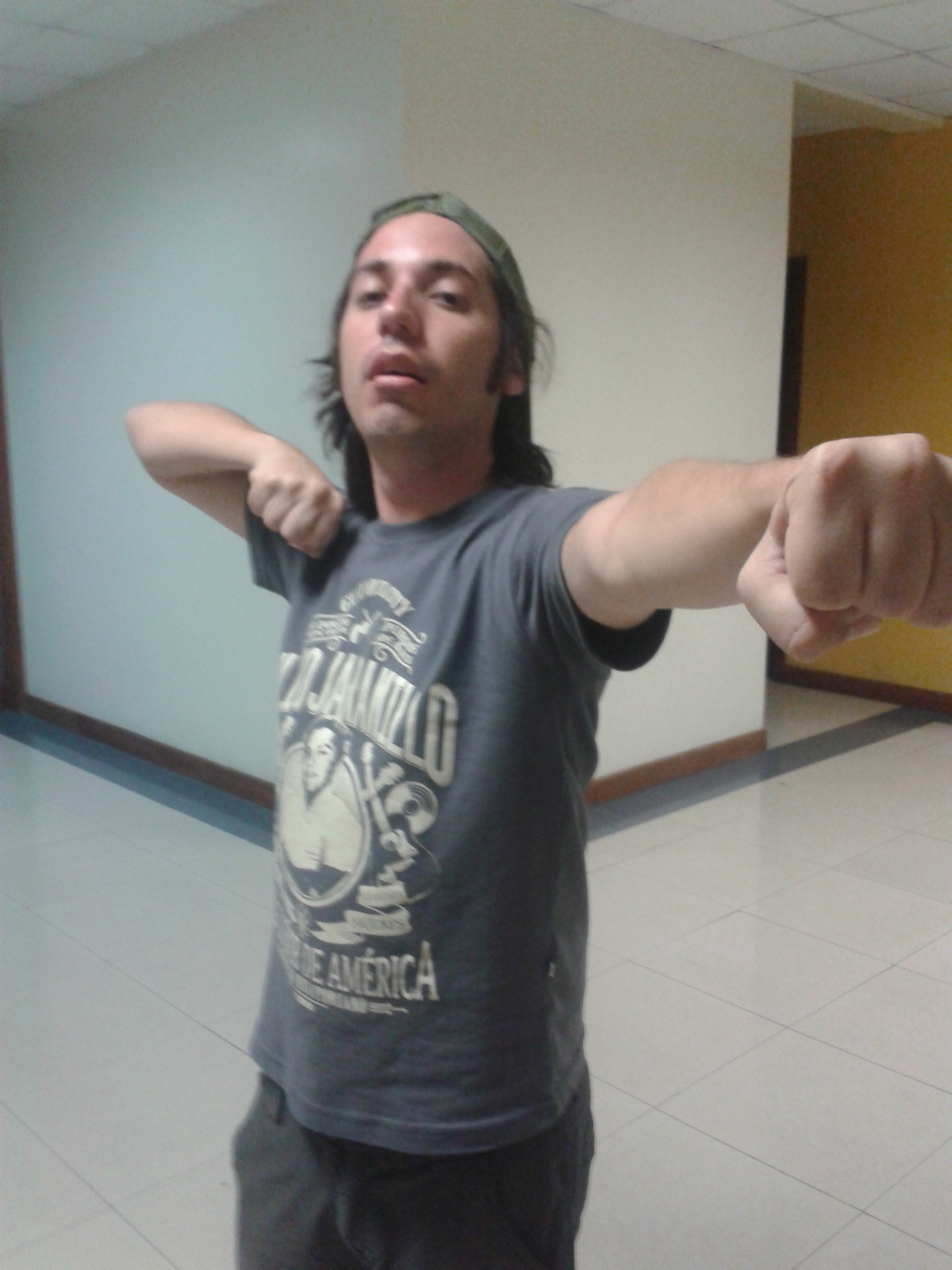
Víctor Aráuz, actor que interpreta al personaje de La Michy.

La Michy es un personaje ficticio interpretado por el actor ecuatoriano Víctor Arauz. Fue creado por el actor para el programa cómico de televisión Vivos, es una parodia, es retratado como un hombre de apariencia peculiar y llamativa. Suele vestir de manera extravagante, con prendas coloridas y accesorios llamativos que resaltan su personalidad extrovertida. Su peinado puede ser exuberante y elaborado, siguiendo las tendencias de la moda más audaces y llamativas. Es una versión millenial de La Melo.

## Historia
La Michy surgió en la serie televisiva "Vivos", que se transmitía por Teleamazonas, el personaje no tenía un nombre definido, sino que se concebía como una representación que participaba en un sketch de Alvarito.lo hace en compañía de 'Basta-Escándalo' - nombre con el que se la conocía al personaje. Más adelante, cuando Reinoso decide retomar el personaje del Cholito, lo hace en compañía de la Michy quien entra al set como el asistente/productor; desde ese entonces el personaje se fue moldeando y definiendo un poco más en relación con peinado y vestuario. 
Sin embargo, fue con la obra "La locura todo lo cura" donde estos personajes alcanzaron una mayor dimensión. Escrita por José Rengifo, esta sátira cargada de humor negro y crítica social sigue las aventuras de La Michy y La Melo mientras intentan disfrutar de un merecido descanso en un resort de lujo.
La inspiración para el personaje de La Michy provino de experiencias reales. Aráuz se basó en el relato de un amigo homosexual que fue "secuestrado" y llevado a un centro de "deshomosexualización". Esta conexión con la realidad añade una capa de autenticidad a la interpretación de Aráuz, permitiendo que La Michy trascienda la ficción y se convierta en un símbolo de resistencia y crítica. 

## Críticas
Tanto La Michy como el personaje de La Melo (interpretado por David Reinoso) han sido criticados debido a su representación estereotipada de la homosexualidad, en que la muestran como motivo de vergüenza y mofa. Las personas gays en la televisión ecuatoriana son representadas a través de la burla. José Miguel Campi menciona específicamente dos personajes a La Melo, interpretado por David Reinoso a fines de los años 90 (un periodo en el que la homosexualidad fue despenalizada en Ecuador), y a La Michi, interpretado por Víctor Arauz en 2014, como ejemplos representativos. Ambos personajes realizan giras por todo el país, perpetuando representaciones que refuerzan estereotipos perjudiciales. 
Jenny Pontón, experta en estudios de género de la Facultad Latinoamericana de Ciencias Sociales (Flacso), señala que la representación de personajes gays en la televisión ecuatoriana aún arrastra los estigmas del pasado siglo y refleja la violencia de género que persiste en la sociedad actual. Pontón agrega que en esta representación televisiva se refuerza la idea de que ser hombre implica negar cualquier aspecto considerado femenino, ya que estos son constantemente denigrados. La burla en los medios de comunicación es una de las muchas formas en que se niega la diversidad y se refuerzan los prejuicios. 
En 2018, La Michy y La Melo fundaron un ficticio partido político en una obra cargada de humor negro, la cual está sujeta a observación por parte de grupos y activistas GLBTI. Los actores ya llegaron a un acuerdo tras la polémica en redes sociales.
El personaje de La Michy, interpretado por Víctor Aráuz  ejemplifica la creación de roles estereotipados en la televisión ecuatoriana. En la serie, La Melo, encarnado por David Reinoso, también contribuye a este patrón. A lo largo de la trama, ambos personajes son presentados con gestos, ademanes y comportamientos que encasillan a la comunidad gay en una serie de clichés. Esta representación se ha visto reflejada en otras producciones nacionales, como Mis adorables entenados y El Secreto de Toño Palomino, donde personajes homosexuales son ridiculizados y presentados de manera estereotipada, perpetuando así una imagen simplificada y poco representativa de la diversidad de la comunidad LGBTI en el país. 
La construcción de estos roles estereotipados ha sido criticada por diversos sectores de la sociedad ecuatoriana, incluyendo a grupos de activistas LGBTI y académicos. Un estudio realizado por estudiantes de la Universidad Casa Grande en 2014 analizó las representaciones de género en la televisión ecuatoriana desde la década de 1980 hasta 2010, concluyendo que “La escasez en la variedad de representaciones se refleja en las repetidas características,  roles y especialmente las tramas en los que se encuentran envueltos los personajes”. Esta problemática se ha visto agravada por una cultura patriarcal y machista que promueve la discriminación y la fobia hacia la diversidad sexual.
En una persentacion la Michy se burló de las preferencias sexuales de personajes de la farándula ecuatoriana y de un presentador fallecido, lo que generó el rechazo de usuarios en redes sociales. Durante su presentación en Portoviejo junto al actor David Reinoso, en el papel de ‘La Melo’. La Michy se refirió sobre la orientación sexual de varios panelistas del programa ‘Los hackers de la farándula’ y nombró al fallecido presentador Miguel Cedeño, lo que desató críticas. “A los hackers les va bien porque es una comunidad de maric****. La Lazito (Leonardo Quezada), la Santiago (Santiago Castro). En cambio, a ‘De boca en boca’ no le queda ni uno. Uno se fue (haciendo referencia a Mauricio ‘El Cuy’ Altamirano) y el otro se murió (Miguel Cedeño)”, expresó Aráuz.En otra parte de la obra también se refirió a la orientación sexual de Mauricio Altamirano de quien dijo no se podía comparar con el actor Roberto Manrique quien se declaró homosexual.
Arauz ha tenido que ofrecer disculpas por sus presentaciones en las que interpreta a La Michy, en algunas de las cuales se burla de diversas personalidades locales por su identidad de género o por ser afeminadas.Las disculpas públicas han sido frecuentes, recurriendo a este medio para promocionar sus presentaciones.
El actor cuencano, Diego Ulloa de Enchufe.tv, publicó un vídeo de más de 11 minutos en el que da su punto de vista sobre la comedia de 'La Michy' y 'La Melo'. La cual argumentó "tiene tintes claramente machistas y homofóbicos".
Entre las obras más criticadas por la comunidad LGBTI están:
- La Michy en cuarentena. [18]
- Michy y Melo, feliz Navidad. [19](Víctor Aráuz, David Reinoso)
- La Michy y Melo 3 Maquilón,  (Víctor Aráuz, David Reinoso y Christian Maquilón) quien asume el papel de Tita.[20]

- Michy & Melo, Las Triple M: Más Buenas, Más Divas, Más Fuertes [21] (Víctor Aráuz, David Reinoso, Christian Maquilón y Álex Vizuete)
- ¿Desafío a la cama?’ (Víctor Aráuz, David Reinoso)[22]
- Michy & Melo, de la mano de FenixMar Productions.[23]

La plataforma Guayaqueer ha expresado en redes su posición, hablando sobre el daño que este tipo de representaciones ha generado en la comunidad LGBTI y, al mismo tiempo, proponiendo que estos personajes dejen de existir.